# Rheydt

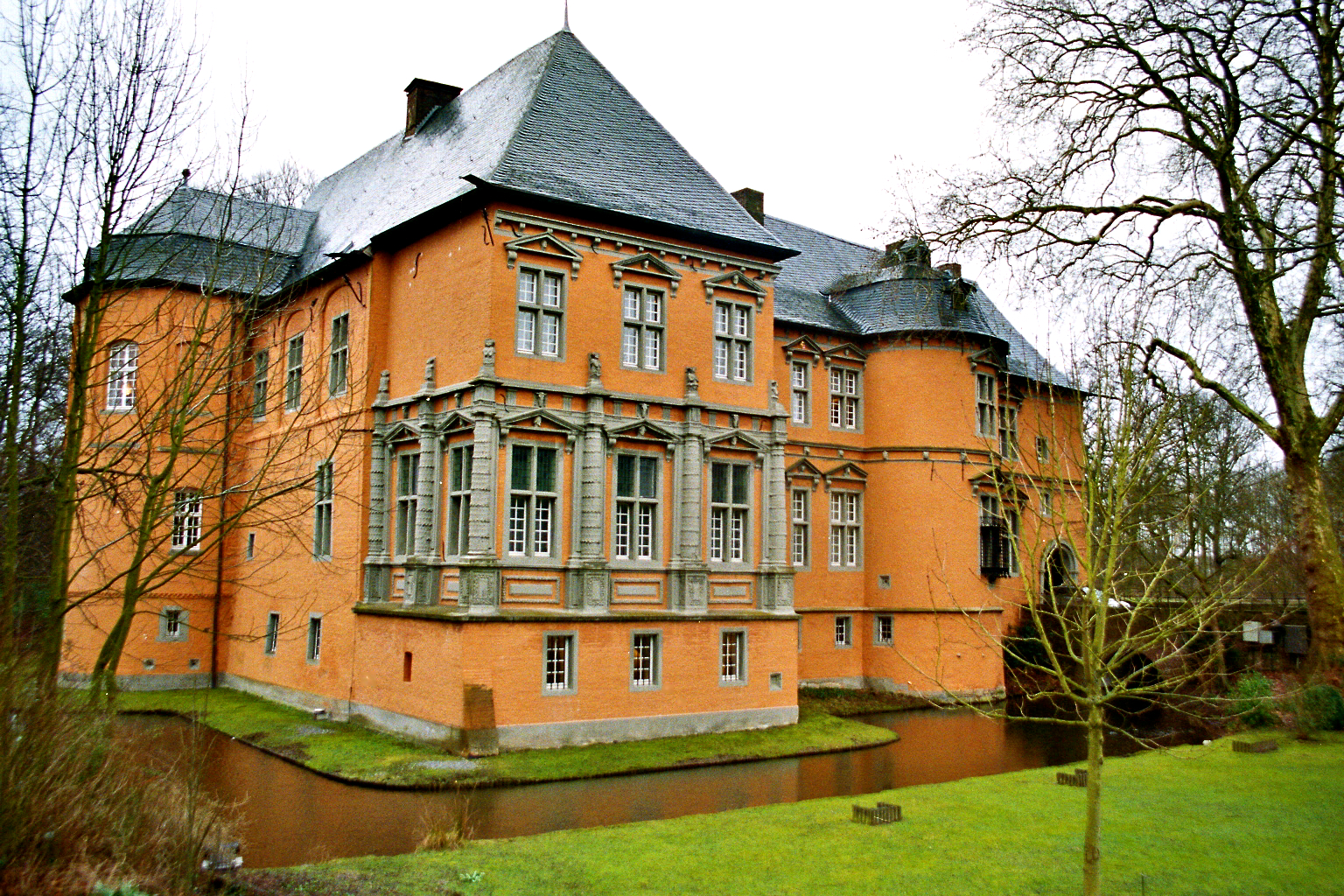
Château de Rheydt

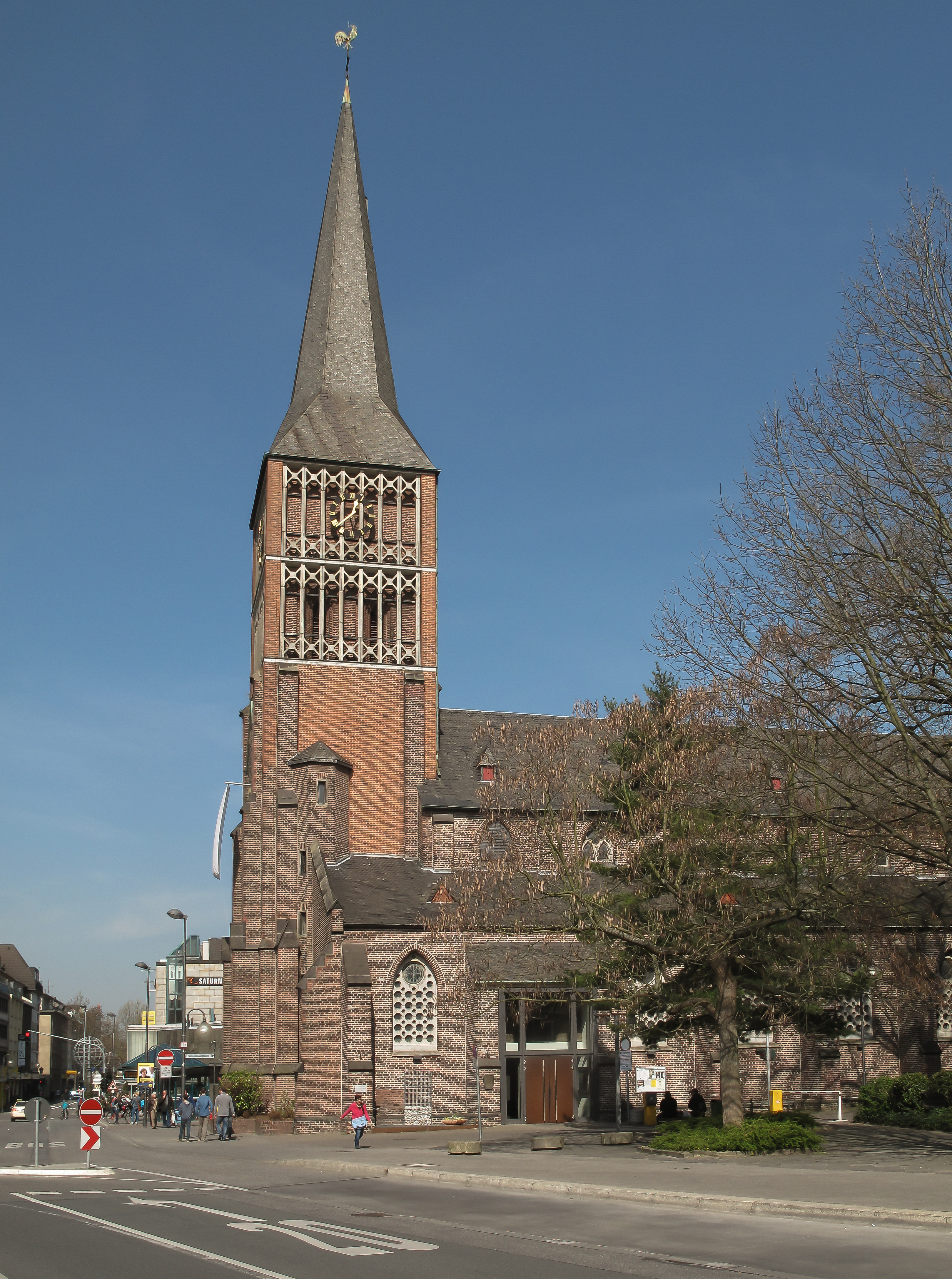
Église Sainte-Marie au centre de la ville

Rheydt (prononcé, en allemand, [ˈʁaɪt]) est une ancienne ville allemande située dans l'Ouest de la Rhénanie-du-Nord-Westphalie. Elle est devenue en 1975 un arrondissement de la ville de Mönchengladbach. Sa population s'élevait à cette date à 99 963 habitants.
Schloss Rheydt, l'un des palais les mieux préservés de la Renaissance, est situé à Rheydt.

## Maires
Liste des maires successifs de 1808 à 1974 :
- 1808–1823: Dietrich Lenßen
- 1823–1857: Johann David Büschgens
- 1857–1877: Carl Theodorf von Velsen
- 1877–1893: Emil Pahlke
- 1893–1901: Dr. Wilhelm Strauß
- 1901–1905: Dr. Karl August Tettenborn
- 1906–1920: Paul Lehwald
- 1920–1929: Dr. Oskar Graemer
- 1929–1930: Franz Gielen
- 1930–1933: Dr. Johannes Handschumacher
- 1933: Wilhelm Pelzer
- 1934–1936: Edwin Renatus Robert August Hasenjaeger
- 1936–1940: Heinz Gebauer
- 1940–1945: Dr. Alexander Doemens
- 1945: August Brocher
- 1945–1948: Dr. Carl Marcus
- 1948–1950: Heinrich Pesch
- 1950–1956: Johannes Scheulen
- 1956–1961: Wilhelm Schiffer
- 1961–1963: Dr. Friedrich Hinnah
- 1963–1964: Fritz Rahmen
- 1964–1969: Wilhelm Schiffer
- 1969–1974: Fritz Rahmen

## Football
- Rheydter SpV

## Personnes connues liées à la commune
- Joseph Goebbels (1897-1945), ministre de la Propagande de Hitler, de 1933 à 1945, y est né. A succédé à Hitler en tant que chancelier du Reich sur la journée (du 30 avril au 1er mai 1945) où il lui a survécu.

- Hugo Junkers (° 3 février 1859 à Rheydt - † 3 février 1935 à Gauting, ingénieur et entrepreneur (constructeur d'avions)

Pour les autres personnes, se reporter à l'article Mönchengladbach.